# Kanton Brunstatt-Didenheim
Brunstatt-Didenheim is een kanton van het Franse departement Haut-Rhin. Het kanton maakt deel uit van het arrondissement Mulhouse.

## Geschiedenis
Het kanton werd op 22 maart 2015 gevormd uit de gemeenten Eschentzwiller en Zimmersheim van het op die dag opgeheven kanton Habsheim, Bruebach, Brunstatt, Didenheim, Flaxlanden en Zillisheim van het op die dag eveneens opgeheven kanton Mulhouse-Sud en de 21 gemeenten van het kanton Sierentz. Op 1 januari 2016 fuseerden de gemeenten Brunstatt en Didenheim tot de commune nouvelle Brunstatt-Didenheim, die daarop de rol van hoofdplaats overnam. Op 24 februari 2021 werd ook de naam van het kanton aangepast van Brunstatt naar Brunstatt-Didenheim.

## Gemeenten
Het kanton Brunstatt-Didenheim omvat de volgende gemeenten:
- Bartenheim
- Brinckheim
- Bruebach
- Brunstatt-Didenheim (hoofdplaats)
- Dietwiller
- Eschentzwiller
- Flaxlanden
- Geispitzen
- Helfrantzkirch
- Kappelen
- Kembs
- Kœtzingue
- Landser
- Magstatt-le-Bas
- Magstatt-le-Haut
- Rantzwiller
- Schlierbach
- Sierentz
- Steinbrunn-le-Bas
- Steinbrunn-le-Haut
- Stetten
- Uffheim
- Wahlbach
- Waltenheim
- Zaessingue
- Zillisheim
- Zimmersheim